# Gare d’Ossès - Saint-Martin-d’Arrossa
Gare d’Ossès - Saint-Martin-d’Arrossa vasútállomás Franciaországban, Saint-Martin-d'Arrossa településen.

## Vasútvonalak
Az állomást az alábbi vasútvonalak érintik:
- Bayonne–Saint-Jean-Pied-de-Port-vasútvonal

## Kapcsolódó állomások
A vasútállomáshoz az alábbi állomások vannak a legközelebb:
- Gare de Saint-Jean-Pied-de-Port
- Gare de Bidarray-Pont-Noblia